# Magnolia wielkokwiatowa
Magnolia wielkokwiatowa (Magnolia grandiflora L.) – gatunek roślin należący do rodziny magnoliowatych. Magnolia ta rośnie na naturalnych stanowiskach na Dalekim Wschodzie i w Ameryce Północnej. W Polsce jest czasami uprawiana jako roślina ozdobna.

## Morfologia

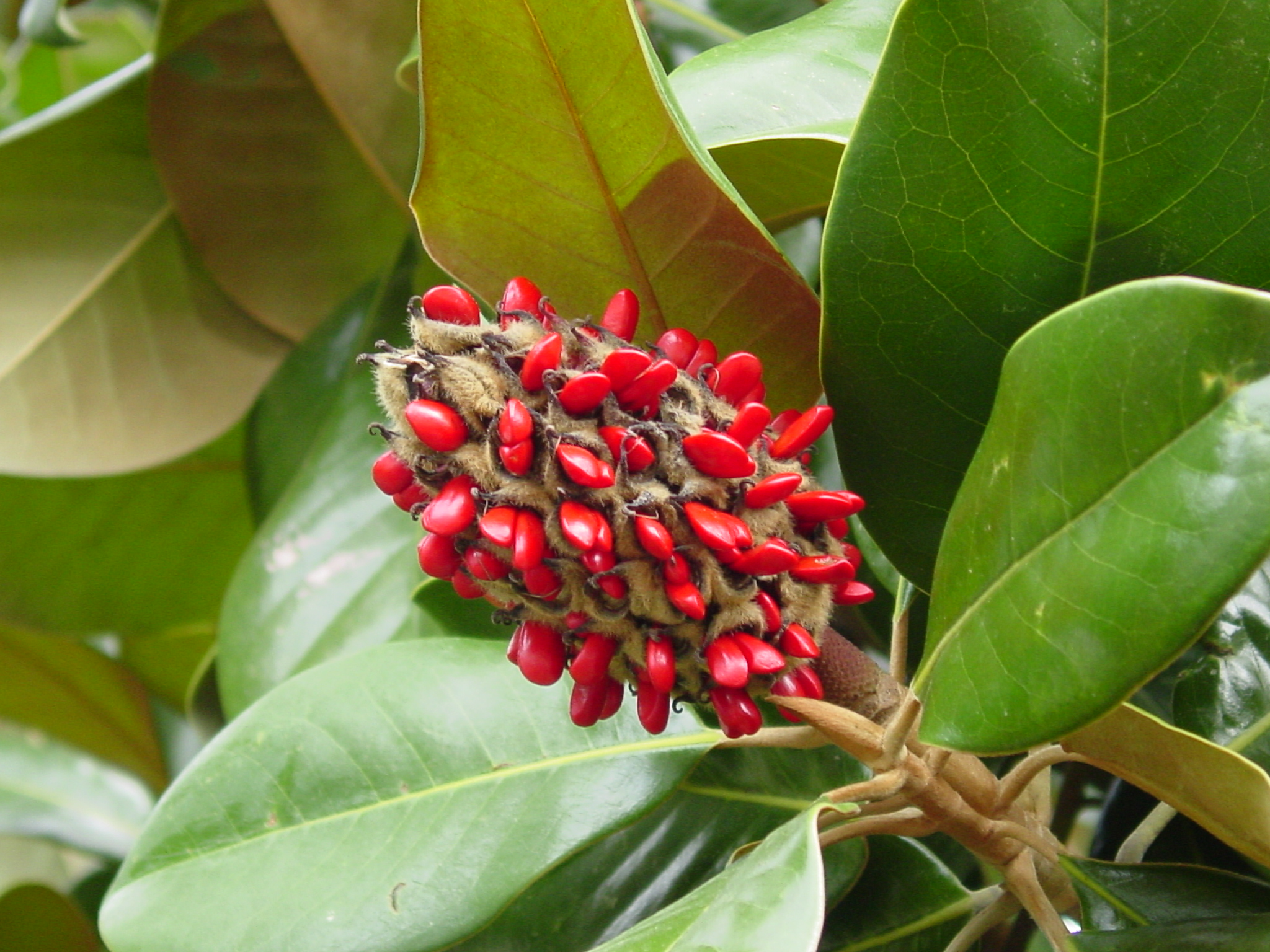
Owocostan magnolii wielkokwiatowej

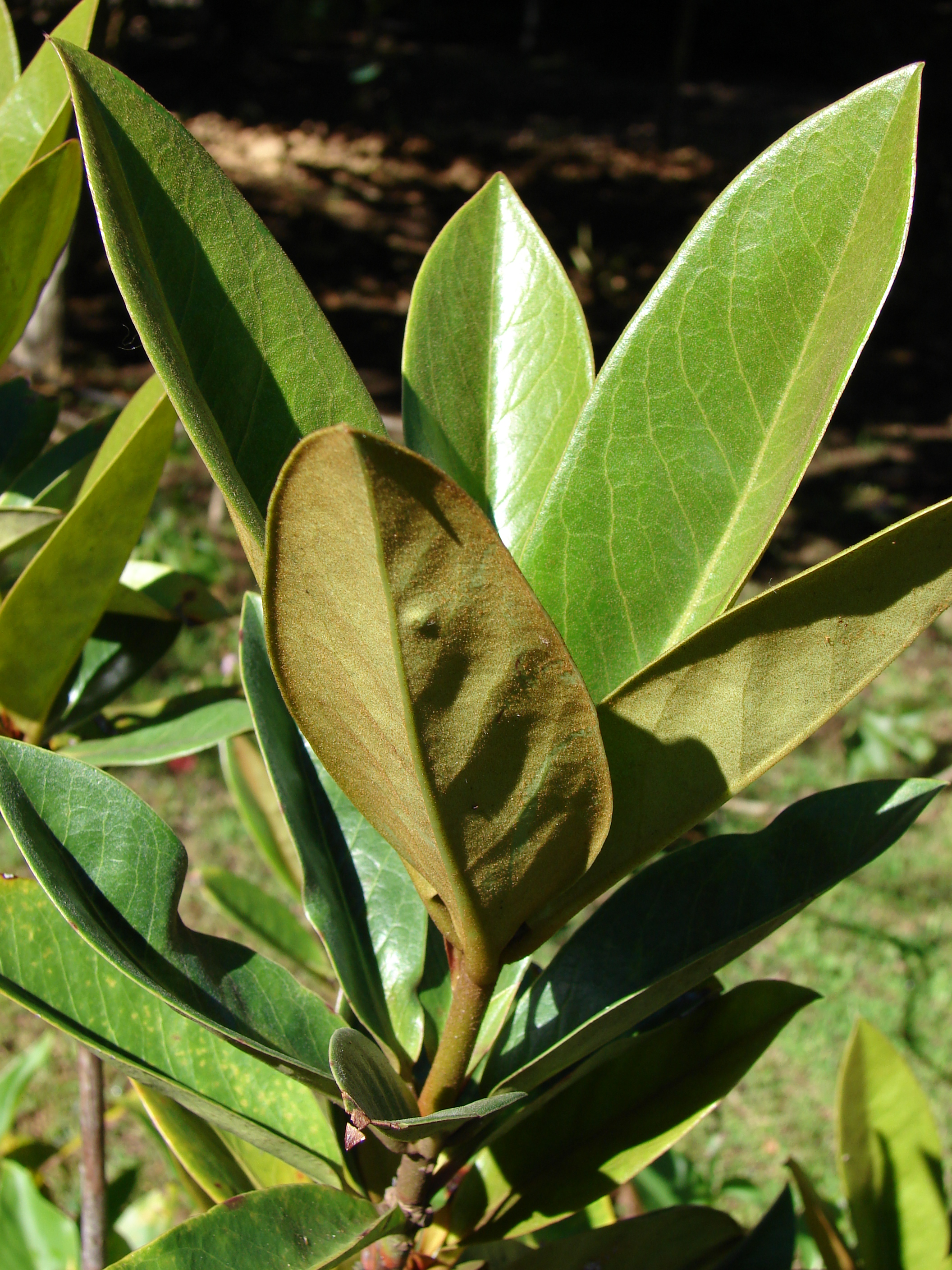
Liście

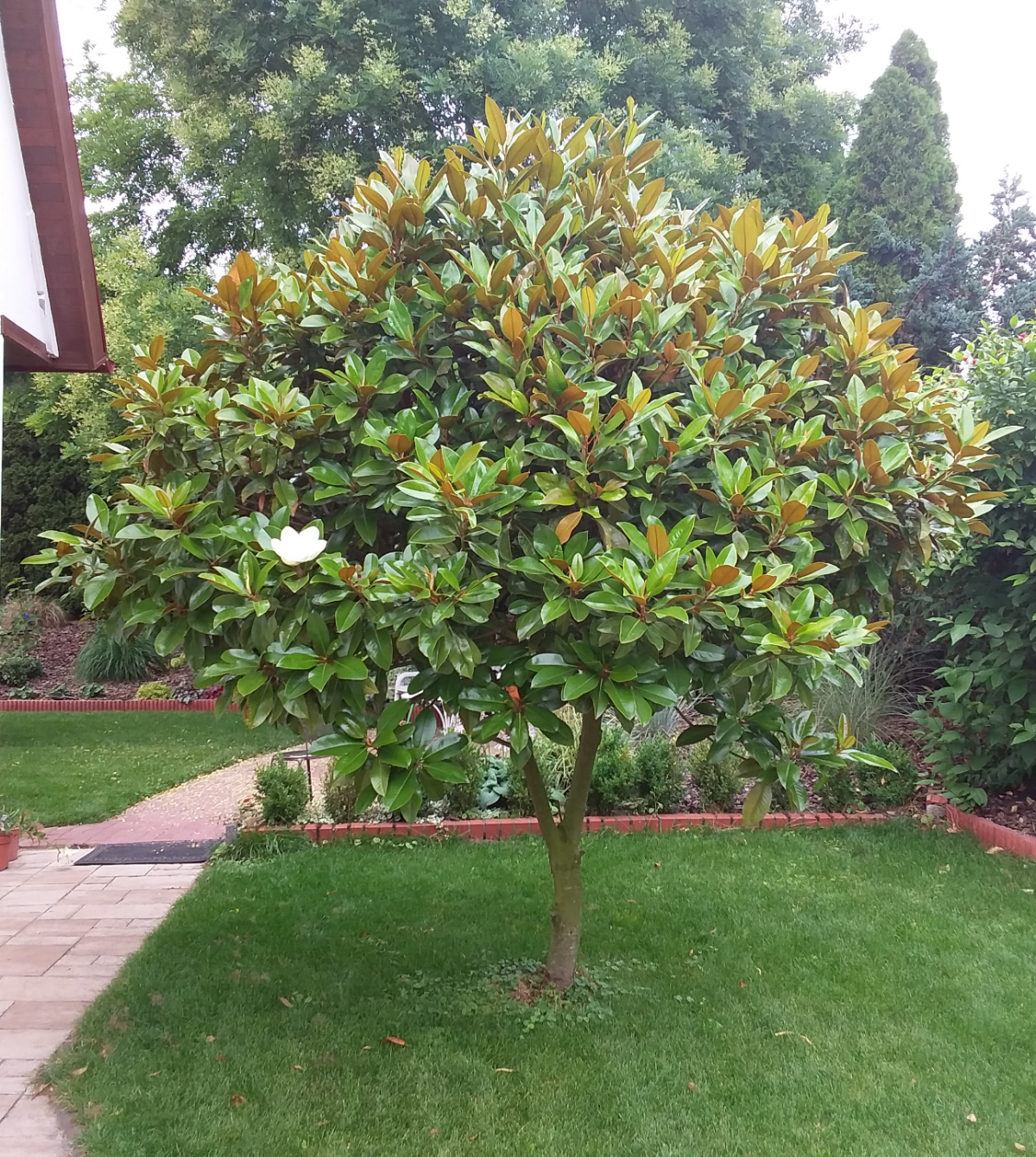
Magnolia wielokwiatowa w uprawie

PokrójDuży krzew lub małe drzewo.
LiścieBłyszczące, odwrotnie jajowate liście o długości 10–16 cm i szerokości 6–10 cm, na końcu zaostrzone. Młode liście są delikatnie owłosione, potem tracą owłosienie.
KwiatyOkazałe kwiaty o średnicy do 12 cm mają biały lub kremowy kolor. Podobnie, jak u wszystkich magnolii brak zróżnicowania na kielich i koronę. W środku kwiatu liczne pręciki i słupki.
OwocRóżowofioletowy, bardzo dekoracyjny owocostan złożony z mieszków. Z nasion można wyhodować sadzonki.

## Zastosowanie
- W wielu krajach jest uprawiana jako roślina ozdobna.
- Kora magnolii wielkokwiatowej ma własności lecznicze. Używana jest na kaszel i przeziębienie. W tym celu stosuje się ją w mieszance z innymi ziołami.
- W stanach Luizjana i Mississippi w USA uważana jest za drzewo stanowe i otoczona opieką[4].

## Uprawa
Wymaga półcienistego stanowiska. Lepiej rośnie na żyznej i przepuszczalnej glebie z lekko kwaśnym odczynem. Jest odporna na mróz.